# 강화 정족산사고지
강화 정족산사고지(江華 鼎足山史庫址)는 인천광역시 강화군 길상면, 전등사에 있는 조선시대의 정족산사고가 있던 곳이다. 2014년 4월 16일 인천광역시의 기념물 제67호로 지정되었다.

## 개요
현재 정족산사고지(鼎足山史庫址)는 정족산성 안 전등사 서쪽 높이 150m에 위치하며, 사고지의 보호철책 안쪽에는 주춧돌들이 놓여져 있다. 또한, 성내에는 수호사찰(守護寺刹)인 전등사가 사고를 보호해왔으므로 1910년 조선총독부 학무과 분실로 실록과 서적들이 옮겨질 때까지 보존될 수 있었다.
사고 건물이 언제 없어졌는지 자세히 알 수 없으나, 1931년에 간행된 ≪조선고적도보 朝鮮古蹟圖譜≫에 정족산사고의 사진이 수록되어 있는 것으로 보아 이 때를 전후해 없어진 것으로 보인다. 사고 건물에 걸려 있었던 ‘장사각(藏史閣)’과 ‘선원보각(璿源寶閣)’이라 쓰인 현판이 전등사에 보존되어 있다.
이 사고에 보관되어오던 정족산사고본 실록들은 많은 변동은 있었지만, 임진왜란 때에 유일본으로 남은 전주사고본이 묘향산사고로 피난했다가 마니산사고로 옮겨졌고, 이 마니산사고본의 잔존실록들을 옮겨서 보관, 관리해 오늘에 전해질 수 있게 된 것이다. 현재 정족산사고본 실록은 서울대학교 도서관에서 보존, 관리하고 있다.

## 같이 보기
- 강화 정족산성진지 - 인천광역시 기념물 제66호

## 참고 자료
- 강화 정족산사고지 - 국가유산청 국가유산포털